# Ковалёва, Вера Тимофеевна
Ве́ра Тимофе́евна Ковалёва (9 июня 1922, хутор Новая Грань, Воронежская губерния — 4 января 2013) — советский передовик сельскохозяйственного производства. Герой Социалистического Труда (1948).

## Биография
Родилась 9 июня 1922 года в крестьянской семье на хуторе Новая Грань Бобровского уезда (сегодня — Лискинский район) Воронежской области.
С 1940 года начала свою трудовую деятельность в колхозе «12 лет Октября» Лискинского района. Работала рядовой колхозницей, потом была назначена звеньевой полеводческой бригады.
В 1948 году удостоена звания Героя Социалистического Труда.
После выхода на пенсию в 1977 году проживала в селе Екатериновка. С 2008 года проживала в Воронеже.
Умерла 4 января 2013 года.

## Награды и звания
- Герой Социалистического Труда — «за получение высоких урожаев пшеницы и ржи» Указом Президиума Верховного Совета СССР от 18 января 1948 года
- Орден Ленина (18.01.1948)
- медали
- Почётный гражданин города Лиски и Лискинского района (08.09.1999)